# Jules Hans
Jules Hans, né le 15 août 1880  à Braine-l'Alleud et y décédé le 15 septembre 1965 fut un homme politique socialiste belge.
Hans fut élu conseiller communal et bourgmestre de Braine-l'Alleud de 1921 à 1952; il fut élu sénateur de l'arrondissement de Nivelles (1929-1949), en suppléance de Gustave Genard.

## Sources
- wiki de Braine